# LEOP
LEOP (acrônimo de Launch and Early Orbit Phase), em astronáutica, é uma das fases mais críticas de uma missão. Os engenheiros assume as operações e o controle da espaçonave ou satélite depois que o mesmo se separa do veículo de lançamento até o momento em que o satélite fica posicionado de forma segura em sua última órbita.
Durante este período, a equipe de operações trabalha 24 horas por dia para ativar, monitorar e controlar os vários subsistemas do satélite, incluindo a implantação de quaisquer sistema do satélite (como antenas, painel solar, refletor, etc), e realizar em órbita as críticas manobras de controle de atitude.
Para satélites geoestacionários, o veículo de lançamento normalmente transporta a nave para a órbita de transferência geoestacionária, ou GTO. Desta órbita elíptica, o LEOP geralmente inclui uma sequência de queimas de motor de apogeu para atingir a órbita geoestacionária circular.